# Kibbelgaarn (waterschap)
Kibbelgaarn is een voormalig waterschap in de provincie Groningen.
Het waterschap was tussen Zuidwending en Kibbelgaarn. De noordgrens lag bij de Boven Veensloot, de oostgrens bij de Kibbelgaarnerweg, de zuidgrens bij de Zuidwendingerhoofdwaijk en de westgrens bij de Kibbelgaarnerwijk. De molen van het schap sloeg uit op de Kibbelgaarnerwijk. Later op het Zuidwendingerhoofddiep.
Het schap had bovendien als taak de Kibbelgaarnerweg te onderhouden. In 1927 werd de weg overgedragen aan het toen opgerichte wegwaterschap de Vrede.
Waterstaatkundig gezien ligt het gebied sinds 2000 binnen dat van het waterschap Hunze en Aa's.